# Anbau (Gebäude)

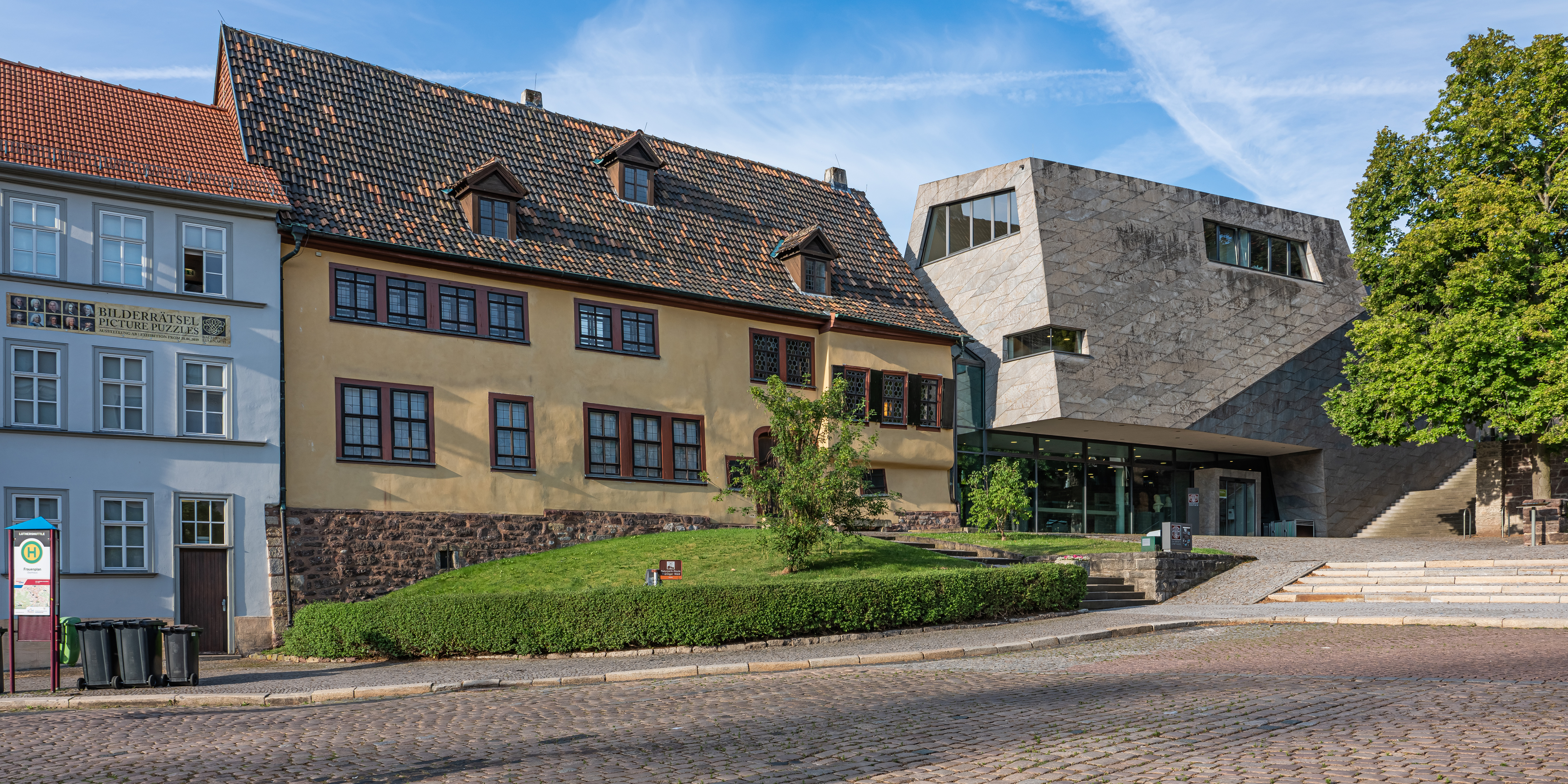
Anbau als Gestaltungskontrast: Bachhaus Eisenach, mit Neubau von 2007

Ein Anbau (Annex) ist in der Architektur ein an ein Gebäude angesetzter Bauteil.

## Begriffliche Abgrenzungen
Vortretende Baukörper können in der historischen Architektur auch von Anfang Teile eines im größeren Zusammenhang gegliederten Architektur- und Fassadenentwurfs sein, die daher fachsprachlich nicht als Anbauten bezeichnet werden, sondern eigene Fachbegriffe tragen; vgl. Gebäudetrakt, Risalit, Erker, Auslucht, Portikus, Söller usw.
Die im Westen an mittelalterlicher Kirchen angefügten Baukörper sind oft Vorhallen und tragen die Fachbegriffe Paradies und Narthex sowie bei armenischen Kirchen Gawit.

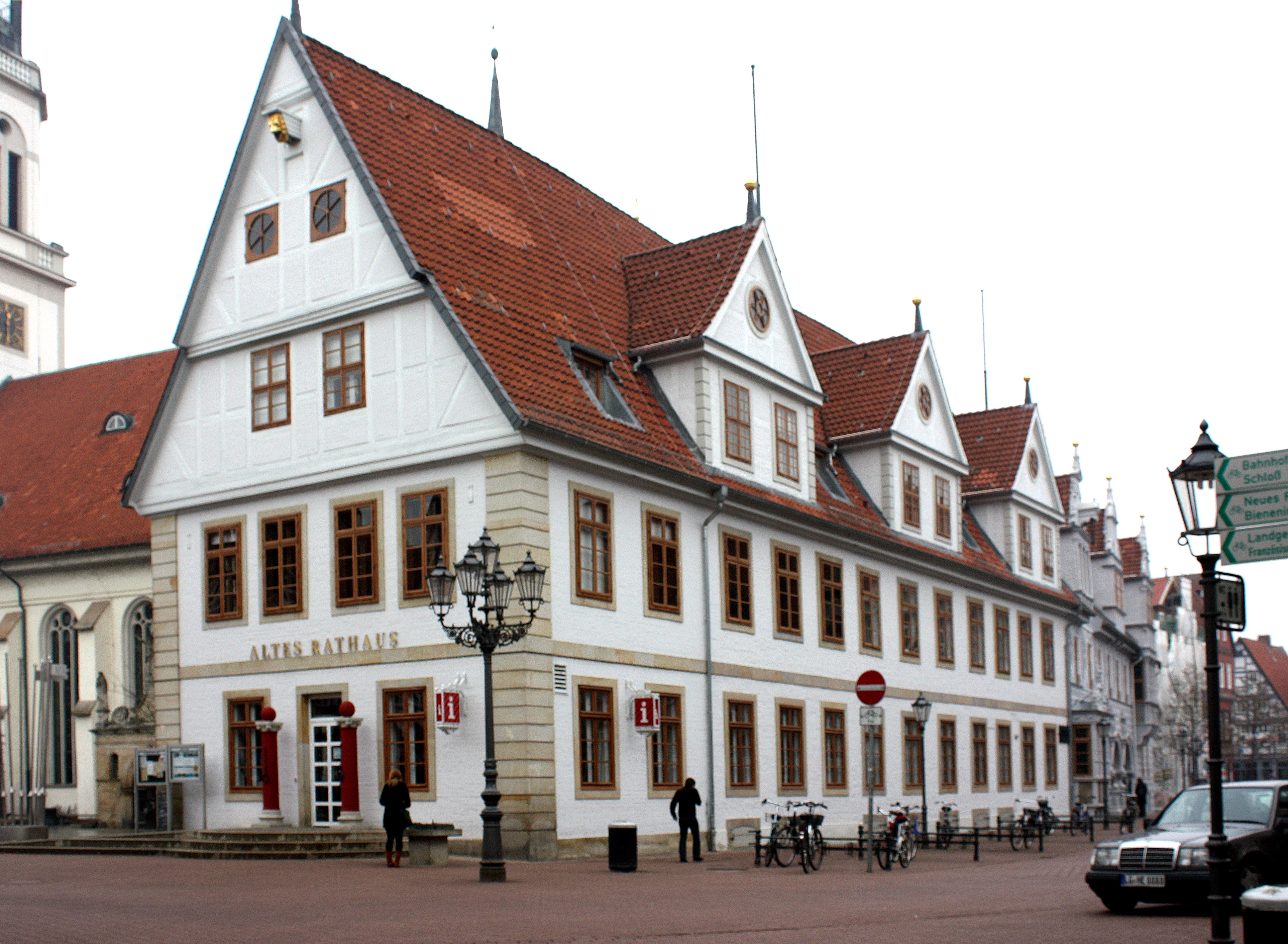
Beispiel historischer Anbauten: Drei Bauabschnitte und Erweiterungen des Alten Rathauses Celle

## Anbauten als nachträgliche Hinzufügungen
Anbauten im engeren Sinne sind nachträgliche Hinzufügungen an bestehende Gebäude, die seitlich in die Grundfläche ausgreifen. Aufstockungen zählen nicht zu den Anbauten. Zweck von Anbauten ist in der Regel die bauliche Erweiterung der Nutzfläche. Formen und Funktionen von Anbauten können sehr unterschiedlich sein. Sie reichen vom untergeordneten Schuppen über die rückwärtig in den Garten angefügten Flügel eines Wohnhauses bis zur baulichen Erweiterung beispielsweise eines Museums, die den Ursprungsbau an Größe übertrifft.
Moderne Anbauten an historische Gebäude, insbesondere an Baudenkmale, sind eine gestalterisch herausfordernde Aufgabe für Architekten und Denkmalpfleger.
Ein besonders komplexes Beispiel ist die Berliner Museumsinsel mit ihren vielfältigen räumlichen Erweiterungen, die auf Grundlage eines Masterplans z. Zt. noch in Bau sind.